# دولت اول تیگران سارگسیان
دولت نخست تیگران سارگسیان (انگلیسی: First Tigran Sargsyan government) هیئت حاکمه ارمنستان از آوریل ۲۰۰۸ تا ۲۰۱۲ می‌باشد. در آوریل ۲۰۰۸ تیگران سارگسیان توسط رئیس‌جمهور سرژ سارگسیان به عنوان نخست‌وزیر تعیین شد. این دولت یک دولت ائتلافی بود توسط حزب جمهوری‌خواه ارمنستان، حزب ارمنستان شکوفا، حزب کشور قانونمند و فدراسیون انقلابی ارمنی شکل گرفت. کابینه شامل هشت وزارتخانه و هشت سازمان وابسته بود.

## ساختار

### وزارتخانه‌ها
| پست وزارت                            | نام                                                               | نگاره | حزب | حزب                     | از تاریخ       | تا تاریخ |
| ------------------------------------ | ----------------------------------------------------------------- | ----- | --- | ----------------------- | -------------- | -------- |
| نخست‌وزیر                             | تیگران سارگسیان                                                   |       |     | حزب جمهوری‌خواه ارمنستان | ۹ آوریل ۲۰۰۸   |          |
| وزیر آموزش و پرورش                   | اسپارتاک سیرانیانآرمن آشوتیان                                     |       |     | حزب جمهوری‌خواه ارمنستان | ۱۳ مه ۲۰۰۹     |          |
| وزیر اقتصاد                          | نرسس یریتسیانتیگران داوتیانواهرام آوانسیان                        |       |     | حزب جمهوری‌خواه ارمنستان | دسامبر ۲۰۱۰    |          |
| وزیر امور خارجه                      | ادوارد نالباندیان                                                 |       |     | مستقل                   | ۱۵ آوریل ۲۰۰۸  |          |
| وزیر انرژی و منابع طبیعی             | آرمن موسیسیان                                                     |       |     | حزب جمهوری‌خواه ارمنستان | ۸ ژوئن ۲۰۰۷    |          |
| وزیر بهداشت                          | هاروتیون کوشکیاندرنیک دومانیان                                    |       |     | حزب ارمنستان شکوفا      | ۱ ژوئن ۲۰۰۷    |          |
| وزیر ترابری و ارتباطات               | گورگن سارگسیانمانوک وارطانیانگاگیک بگلاریان                       |       |     | حزب کشور قانونمند       | ۲۱ آوریل ۲۰۰۸  |          |
| وزیر توسعه شهری                      | وارطان وارطانیان                                                  |       |     | حزب ارمنستان شکوفا      | ۱ آوریل ۲۰۰۸   |          |
| وزیر دادگستری                        | گوورگ دانیلیانهرایر توماسیان                                      |       |     | حزب جمهوری‌خواه ارمنستان | ۲۰ ژوئن ۲۰۰۷   |          |
| وزیر دارایی                          | واچه گابریلیان                                                    |       |     | حزب جمهوری‌خواه ارمنستان | دسامبر ۲۰۱۰    |          |
| وزیر دفاع                            | سیران اوهانیان                                                    |       |     | مستقل                   | ۱۴ آوریل ۲۰۰۸  |          |
| وزیر دیاسپورا                        | هرانوش هاکوبیان                                                   |       |     | حزب جمهوری‌خواه ارمنستان | ۱ اکتبر ۲۰۰۸   |          |
| وزیر کار و تأمین اجتماعی             | مخیتار مناتساکانیانگئورگ پتروسیانمخیتار مناتساکانیانآرتم آساتریان |       |     | حزب ارمنستان شکوفا      | ۲۳ نوامبر ۲۰۰۹ |          |
| وزیر کشاورزی                         | آرامائیس گریگوریانگراسیم آلاوردیانسرگئو کاراپتیان                 |       |     | حزب کشور قانونمند       | ۳۱ دسامبر ۲۰۱۰ |          |
| وزیر فرهنگ                           | هاسمیک بوغوسیان                                                   |       |     | مستقل                   | ۱ ژوئن ۲۰۰۷    |          |
| وزیر محیط زیست                       | آرام هاروتیونیان                                                  |       |     | حزب جمهوری‌خواه ارمنستان | ۱ ژوئن ۲۰۰۷    |          |
| وزیر مدیریت منطقه‌ای و زیرساخت‌ها      | آرمن گئورگیان                                                     |       |     | مستقل                   | ۲۱ آوریل ۲۰۰۸  |          |
| وزیر ورزش و امور جوانان              | هراچیا روستومیان                                                  |       |     | مستقل                   | ۱۶ ژوئن ۲۰۱۲   |          |
| وزارت وضعیت‌های اضطراری ارمنستان      | مهر شاهگلدیانآرمن یریتسیان                                        |       |     | حزب کشور قانونمند       | ۱ آوریل ۲۰۰۸   |          |
| Chief of the staff of the Government | داویت سارگسیان                                                    |       |     | حزب جمهوری‌خواه ارمنستان | ۲۲ آوریل ۲۰۰۸  |          |